# Fleurie
Fleurie ist eine französische Gemeinde mit 1.351 Einwohnern (1. Januar 2022) im Département Rhône in der Region Auvergne-Rhône-Alpes. Fleurie gehört zum Arrondissement Villefranche-sur-Saône und zum Kanton Belleville-en-Beaujolais (bis 2015: Kanton Beaujeu).

## Geografie
Fleurie befindet sich etwa zwölf Kilometer südsüdwestlich von Mâcon. Sie ist Namensgeberin des Weinbaugebietes Fleurie. Umgeben wird Fleurie von den Nachbargemeinden Émeringes im Norden und Nordwesten, Chénas im Norden, Romanèche-Thorins im Osten, Lancié im Süden und Südosten, Villié-Morgon im Süden, Chiroubles im Westen und Südwesten sowie Vauxrenard im Westen und Nordwesten.

## Weblinks

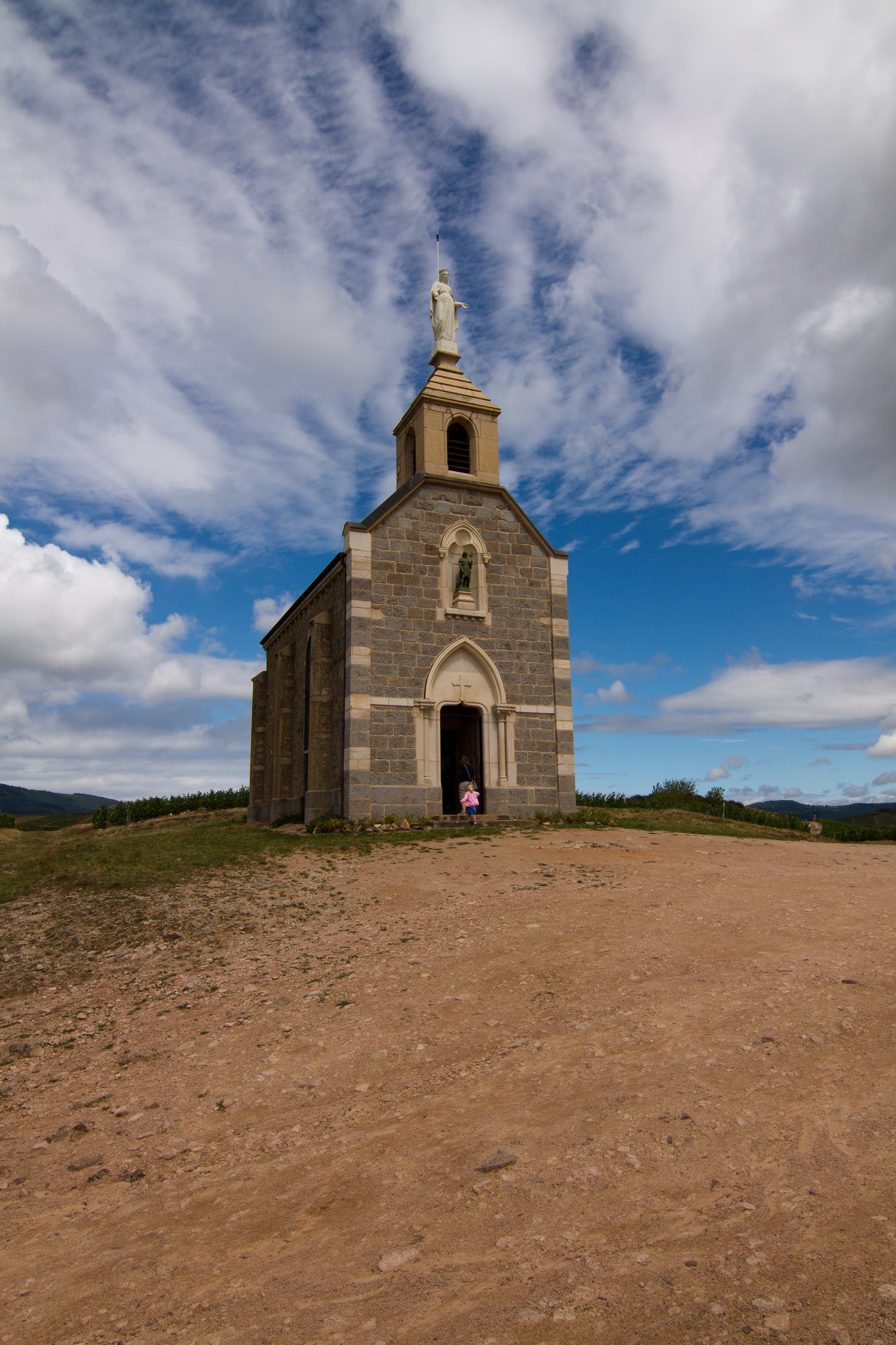
Kapelle de la Madone

## Bevölkerungsentwicklung
| Jahr                       | 1962 | 1968 | 1975 | 1982 | 1990 | 1999 | 2006 | 2013 |
| Einwohner                  | 1468 | 1416 | 1256 | 1151 | 1105 | 1190 | 1228 | 1266 |
| Quellen: Cassini und INSEE |      |      |      |      |      |      |      |      |

## Sehenswürdigkeiten
- Kirche St. Martin
- Kapelle de la Madone